# Brunnengräberwurm
Der Brunnengräber oder Brunnengräberwurm (Haplotaxis gordioides) ist eine Ringelwurm-Art aus der Familie der Brunnenwürmer (Haplotaxidae) in der Klasse der Gürtelwürmer (Clitellata), die als Kosmopolit in Grundwasser und Quellgewässern verbreitet ist und sich von kleineren Ringelwürmern ernährt. Er wird auch Brunnendrahtwurm genannt, doch ist dies auch eine Bezeichnung für das äußerlich sehr ähnliche, phylogenetisch aber in keiner Weise nahe stehende wie auch anatomisch und von der Lebensweise her völlig andersartige Wasserkalb.

## Merkmale
Der rosafarbene bis dunkelrote Brunnengräberwurm ist mit nur etwa 1 mm, höchstens 1,15 mm Dicke und einer erheblichen Länge von 15 cm bis 20 cm, bisweilen gar bis 40 cm auffällig dünn und lang, was ihm eine fadenförmige (filiforme oder nematomorphe) Gestalt verleiht. Der Ringelwurm hat etwa 200 bis 480 Segmente, doch sind diese nicht mit dem bloßen Auge, sondern nur unter der Lupe erkennbar. Dies hat immer wieder dazu geführt, dass der Brunnengräberwurm mit Saitenwürmern (Nematomorpha) wie dem Wasserkalb verwechselt wurde.
Bauchseitig sitzen beim Brunnengräberwurm an jedem Segment zwei einzelne kräftige sichelförmige Borsten (Chaetae oder Setae), mit denen sich die auffällig agilen Tiere im Boden verankern und die den notwendigen Halt bei der durch Längs- und Ringmuskulatur des Hautmuskelschlauches ermöglichten Fortbewegung geben. Am 12., 13. und 14. Segment sind die Bauchborsten mit Borstendrüsen versehen. Auf dem Rücken sitzen pro Segment zwei einzelne kleine und gerade Borsten, die aber an den vorderen Segmenten, bisweilen sogar am gesamten Brunnenwurm fehlen. Bei jungen Würmern sind die Borsten deutlich dünner und gekrümmter als bei ausgewachsenen.
Das Prostomium (Mundsegment) von Haplotaxis gordioides ist länglich und oft durch eine ringförmige Rinne abgesetzt, weshalb es als auch als prolobat oder zygolobat bezeichnet wird. Das Peristomium ist dagegen nur sehr kurz. Das 5. bis 18. Segment besitzen jeweils zwei Ringel, wobei der vordere kürzer ist.
Haplotaxis gordioides besitzt im Bereich des Oesophagus einen muskulösen, an drei Stellen erweiterten Magen, der vier bis sechs Segmente einnimmt und in seiner Wand mit Ringmuskeln versehen ist. Das Blutgefäßsystem ist kräftig entwickelt, wenn auch Kapillargefäße fehlen. Bauch- und Rückengefäß sind in jedem Segment mit einem kräftigen kontraktilen Ringgefäß miteinander sowie mit dem Darmblutsinus verbunden. Wie alle Gürtelwürmer ist der Brunnengräberwurm ein Zwitter, und wie die meisten Brunnenwürmer ist auch er oktogonadial: Er besitzt zwei Paar Hoden im 10. und 11. Segment sowie zwei Paar Eierstöcke im 12. und 13. Segment. Die kurzen paarigen Samenleiter führen im 11. und 12. Segment über jeweils ein Paar männliche Geschlechtsöffnungen nach außen, wobei Penisborsten oder Penisse fehlen. Die weiblichen Geschlechtsöffnungen befinden sich im 13. und 14. Segment, also hinter den männlichen Öffnungen. Es gibt zwei unpaare Spermiensäcke zwischen der Segmentscheidewand 10/11 und dem 12. Segment beziehungsweise der Segmentscheidewand 11/12 und dem 18. Segment sowie einen unpaaren Eisack, der sich bis zum 19. Segment erstreckt. Das Tier hat drei Paar Receptacula seminis, die im 7., 8. und 9. Segment sitzen. Das ringförmige, aus einer Zellschicht bestehende Clitellum erstreckt sich vom 10. bis 13. Segment, und vom 11. bis zum 14. Segment befinden sich die Kopulationsdrüsen.

## Verbreitung und Lebensraum
Der Brunnengräberwurm ist weltweit verbreitet und gilt als Kosmopolit, wird aber auf Grund seines dem Menschen eher verborgenen Lebensraums nur zerstreut angetroffen. Es gibt viele Fundorte insbesondere in Europa und Nordamerika.
Haplotaxis gordioides gilt als stenotherme Art, die in kaltem Wasser zu finden ist. Sie bewohnt sandige und schluffige Untergründe in Quellen, Brunnen, Bächen, Flüssen und Seen, wo sie in Tiefen bis über 300 m gefunden wurde.

## Ernährung
Der Brunnengräberwurm erbeutet vor allem andere kleine Ringelwürmer, darunter Tubifex oder auch kleinere Brunnenwürmer, die er mithilfe seines muskulösen Pharynx als Ganzes einsaugt.

## Entwicklungszyklus
Brunnengräberwürmer sind Zwitter, müssen sich aber zur Fortpflanzung paaren. Bei der Begattung umschlingen zwei Tiere ihr Vorderende bauchseitig aneinander und tauschen Spermien aus, die in das Receptaculum seminis des Sexpartners gelangen. Durch ein Sekret des Clitellums wird ein Eikokon gebildet, in den der Brunnenwurm zunächst seine eigenen Eier und sodann aus seinen Receptacula seminis das Sperma seines Sexpartners abgibt und so die Befruchtung im Kokon ermöglicht. Hier entwickeln sich die Embryonen zu fertigen kleinen Würmern.

## Systematik
Der Schweizer Zoologe G. L. Hartmann fand 1800 in seinem Brunnen einen Brunnenwurm, den er auf den ersten Blick für ein Wasserkalb hielt, doch fielen ihm bald unter der Lupe die Ringelung und die Borsten auf. 1819 hielt er hierüber vor Schweizer Gelehrten einen Vortrag und veröffentlichte 1821 seine Erstbeschreibung unter dem deutschen Namen „Fadenwurmähnlicher Regenwurm“, wissenschaftlich Lumbricus gordioides, wobei sich das Artepitheton auf den Gattungsnamen des Wasserkalbs Gordius bezieht. Der Gattungsname Haplotaxis geht auf den deutschen Zoologen Werner Friedrich Hoffmeister zurück, der 1843 ein Exemplar der Art unter einem anderen Namen, Haplotaxis menkeana, beschrieb und gleichzeitig die Gattung aufstellte. Da der Name Haplotaxis zeitweise ein anerkannter pflanzlicher Gattungsname war, wurde dieser auch unter Zoologen gemieden und deshalb die Art lange Zeit mit dem Synonym Phreoryctes menkeanus benannt.